# Nashville Predators

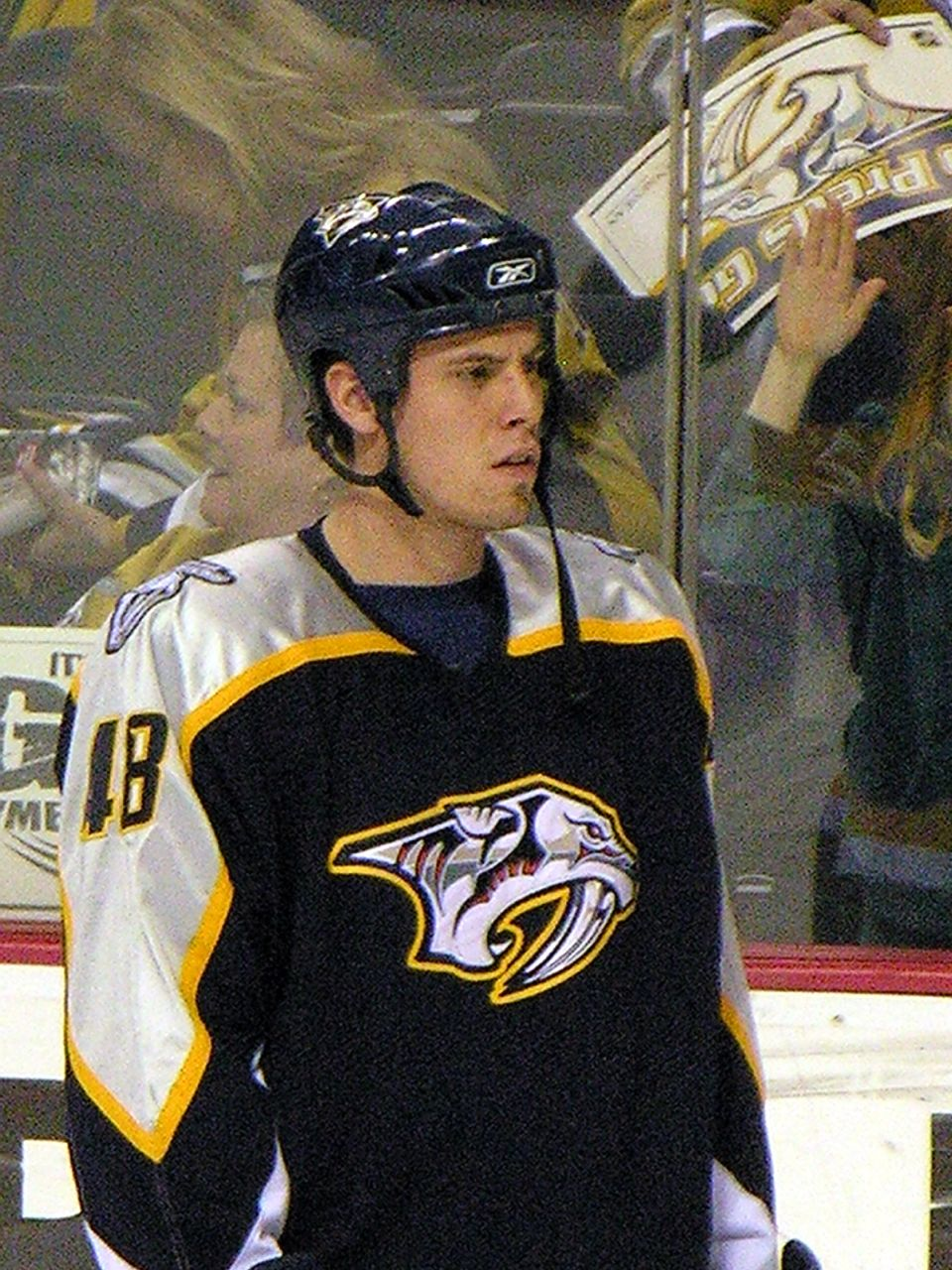
Equipació dels Nashville Predators

Els Nashville Predators són un equip professional d'hoquei sobre gel de la ciutat de Nashville (Tennessee, Estats Units). Juguen a la National Hockey League a la Divisió Central de la Conferència Oest.
L'equip fou fundat el 1998 per una expansió de la lliga, i juga al Bridgestone Arena inaugurat el 1996 com a Nashville Arena, amb una capacitat de 17.000 espectadors. Els seus colors són el blau marí, el groc, el gris i el blanc. L'equip juga amb jersei i pantalons blaus amb franges blanques, grises i grogues.